# Bruno Di Luia
Bruno Di Luia (Roma, 4 aprile 1943) è un attore, stuntman ed ex rugbista a 15 italiano.

## Biografia
Romano, sguardo torvo e naso schiacciato da pugile, Di Luia negli oltre cinquanta film che ha interpretato non ha ricoperto ruoli da protagonista, ma più che altro quello di sgherro o scagnozzo del cattivo di turno, soprattutto nei film di Tomas Milian e in diverse pellicole di genere poliziesco. Ha comunque avuto modo di interpretare alcune parti rilevanti, come quella dell'antagonista in A pugni nudi del 1974 e quella dell'esattore che perseguita Enrico Montesano in Grandi magazzini del 1986. Ha partecipato anche a diverse serie televisive. Inoltre ha fatto parte del cast del film religioso La passione di Cristo.
In alcune pellicole, come Porci con la P.38, è stato anche maestro d'armi.
Ex giocatore di rugby con trascorsi in Serie A nel CUS Roma, è stato militante di Avanguardia Nazionale; suo fratello maggiore, Serafino Di Luia, è stato uno dei fondatori del movimento con Stefano Delle Chiaie.

## Filmografia

### Attore

#### Cinema
- La feldmarescialla - Rita fugge... lui corre... egli scappa, regia di Steno (1967)
- Rose rosse per il führer, regia di Fernando Di Leo (1968)
- 5 per l'inferno, regia di Gianfranco Parolini (1969)
- La lunga ombra del lupo, regia di Gianni Manera (1971)
- Joe Valachi - I segreti di Cosa Nostra, regia di Terence Young (1972)
- Vogliamo i colonnelli, regia di Mario Monicelli (1973)
- L'altra faccia del padrino, regia di Franco Prosperi (1973)
- Number One, regia di Gianni Buffardi (1973)
- Dio, sei proprio un padreterno!, regia di Michele Lupo (1973)
- A pugni nudi, regia di Marcello Zeani (1974)
- Milano: il clan dei calabresi, regia di Giorgio Stegani (1974)
- Profondo rosso, regia di Dario Argento (1975)
- L'uomo della strada fa giustizia , regia di Umberto Lenzi (1975)
- Il giustiziere sfida la città, regia di Umberto Lenzi (1975)
- L'ambizioso, regia di Pasquale Squitieri (1975)
- Un genio, due compari, un pollo, regia di Damiano Damiani (1975)
- Uomini si nasce poliziotti si muore, regia di Ruggero Deodato (1976)
- I padroni della città, regia di Fernando Di Leo (1976)
- El macho, regia di Marcello Andrei (1977)
- Mannaja, regia di Sergio Martino (1977)
- L'avvocato della mala, regia di Alberto Marras (1977)
- Milano... difendersi o morire, regia di Gianni Martucci (1978)
- Occhi dalle stelle, regia di Mario Gariazzo (1978)
- La banda del gobbo, regia di Umberto Lenzi (1978)
- Porci con la P.38, regia di Gianfranco Pagani (1978)
- Zio Adolfo in arte Führer, regia di Castellano e Pipolo (1979)
- Corleone, regia di Pasquale Squitieri (1979)
- Da Corleone a Brooklyn, regia di Umberto Lenzi (1979)
- Play Motel, regia di Mario Gariazzo (1979)
- Occhio alla penna, regia di Michele Lupo (1981)
- Cappotto di legno, regia di Gianni Manera (1981)
- Attenti a quei P2, regia di Pier Francesco Pingitore (1982)
- Sballato, gasato, completamente fuso, regia di Steno (1982)
- Il sommergibile più pazzo del mondo, regia di Mariano Laurenti (1982)
- Biancaneve & Co., regia di Mario Bianchi (1982)
- Le notti segrete di Lucrezia Borgia, regia di Roberto Bianchi Montero (1982)
- Gunan il guerriero, regia di Franco Prosperi (1982)
- Si ringrazia la regione Puglia per averci fornito i milanesi, regia di Mariano Laurenti (1982)
- Razza violenta, regia di Fernando Di Leo (1984)
- Dagobert, regia di Dino Risi (1984)
- Ma guarda un po' 'sti americani!, regia di Amy Heckerling (1985)
- Il pentito, regia di Pasquale Squitieri (1985)
- Joan Lui - Ma un giorno nel paese arrivo io di lunedì, regia di Adriano Celentano (1985)
- Grandi magazzini, regia di Castellano e Pipolo (1986)
- Eroi dell'inferno, regia di Stelvio Massi (1987)
- Sottozero, regia di Gian Luigi Polidoro (1987)
- Una donna da scoprire, regia di Riccardo Sesani (1987)
- Russicum - I giorni del diavolo, regia di Pasquale Squitieri (1988)
- I frati rossi, regia di Gianni Martucci (1988)
- Ho vinto la lotteria di capodanno, regia di Neri Parenti (1989)
- Panama Sugar, regia di Marcello Avallone (1990)
- Fuga da Kayenta, regia di Fabrizio De Angelis (1991)
- Rose rosse per una squillo, regia di Pino Buricchi (1993)
- Le nuove comiche, regia di Neri Parenti (1994)
- Mollo tutto, regia di José María Sánchez (1995)
- Palermo Milano - Solo andata, regia di Claudio Fragasso (1995)
- Terra bruciata, regia di Fabio Segatori (1999)
- Milano Palermo - Il ritorno, regia di Claudio Fragasso (2007)
- Il divo, regia di Paolo Sorrentino (2008) (non accreditato)

#### Televisione
- La piovra 2, regia di  Florestano Vancini – serie TV (1985)
- Le volpi della notte, regia di Bruno Corbucci - film tv (1986)
- Big Man, regia di Steno e Maurizio Ponzi - miniserie televisiva (1987)
- Il commissario, regia di Alessandro Capone – serie TV (2002)
- Di che peccato sei?, regia di Pier Francesco Pingitore – film TV (2007)

### Sceneggiatore
- La ragnatela del silenzio - A.I.D.S., regia di Leandro Lucchetti (1994)